# Palouet
Palouet és una localitat del municipi de Massoteres (la Segarra, Catalunya) de 28 habitants.
D'origen medieval, formava part de l'estructura defensiva de la marca de Gòtia. Té una església romànica dedicada a Sant Jaume, i una dotzena de cases de pedra. Les cases principals del poble són Cal Xuriguera, avui hostal, propietat de Jaume Alsina, un dels fundadors del Grup Alimentari Guissona; Cal Comorera, que avui és una casa rural de lloguer temporal, i Cal Teixidó, propietat del periodista i escriptor Albert Torras, totes tres a la Plaça de Sant Jaume. Dins del nucli urbà destaca Can Cuadros, una part del qual fou el castell del poble, i del qual se'n conserven diverses arcades i estances. El castell de Palouet està documentat ja l'any 1116, quan en Pere Ponç feu testament abans de peregrinar a la basílica del Sant Sepulcre i entre moltes altres possessions, deixà al seu fill Arnau el castell de Palouet. L'any 1257 pertanyia a Galceran de Pinós.
El poble es mantingué emmurallat fins als anys 30; les darreres restes de les muralles foren aterrades als anys 60. Avui dia manté un forn de pa comunal i uns safaretjos públics, a més de diverses premses de vi, tot i que des de 1900 no existeixen vinyes al seu voltant, fetes malbé per la fil·loxera.
La denominació del poble ha anat evolucionant amb el temps i del primer Palatiolium del segle xii, passa a Palaliolium, Palaol, Palou de Talteull, més recentment, Palau de Torà, Palou de Massoteres, Palohuet, fins a l'actual Palouet. La seva denominació prové del context fonètic llatí Palatium que es tradueix com a "palau". Sinònim de mots tan usuals com a castell o en cert sentit roca.
El primer senyor de la "Quadra", cuadre, cuadro, cuadros, fou en Pere Benet, originari de les terres d'Occitània. Va ser soldejat per reforçar la host del comte d'Urgell en l'ocupació de la conca del Sió i la croada contra Barbastre (1064). L'antic castell avui encara conserva el nom de Can Cuadros, en referència als antics senyors.
La festa més genuïna que s'hi fa és l'Arbre de Maig, el segon o tercer cap de setmana d'aquest mes, en celebració de l'equinocci de primavera. En la diada s'engalana un arbre amb coses de menjar rememorant les antigues maianes celtes. La Festa Major és per Sant Jaume.
També en destaca el seu cementiri, elevat, als afores del poble, i un pantà, amb nombrosa fauna i flora autòctona.